# Hoyt (Kansas)
Hoyt – miasto w Stanach Zjednoczonych, w stanie Kansas, w hrabstwie Jackson.